# Quartier de l'Hôpital-Saint-Louis
Le quartier de l’Hôpital-Saint-Louis est le 40e quartier administratif de Paris situé dans le 10e arrondissement.
Il tire son nom de l’hôpital Saint-Louis qui occupe une large superficie en son sein.

## Situation
Son territoire est limité (en tournant dans le sens des aiguilles d'une montre) :
- au nord-est, par la place de la Bataille-de-Stalingrad ;
- à l’est par le boulevard de la Villette (sur toute la longueur de celui-ci) ;
- au sud-est, par la rue du Faubourg-du-Temple (sur une grande section de celle-ci) ;
- au sud-ouest, par la rue Bichat et, dans le prolongement de l'axe de celle-ci et sur l'autre rive du canal Saint-Martin, la rue des Récollets (sur toute la longueur de ces deux voies) ;
- au nord-ouest par la rue du Faubourg-Saint-Martin (sur une grande section de celle-ci).

Les quartiers du 10e arrondissement.

## Principaux sites

### Espaces verts
- Jardin Villemin, et au sein de celui-ci jardin communautaire Poireau agile
- Square Amadou-Hampâté-Bâ
- Square Eugène-Varlin
- Square Henri-Christiné
- Square Juliette-Dodu
- Square Madeleine-Tribolati
- Square Raoul-Follereau

### Lieu de culte
- Église Saint-Joseph-Artisan